# Flugplatz Purkshof

i7
i11
i13
Der Flugplatz Purkshof (ICAO-Code: EDCX) ist ein Sonderlandeplatz im Landkreis Rostock. Er verfügt über eine 1100 Meter lange und 40 Meter breite Graspiste und ist für Segelflugzeuge, Motorsegler, Ultraleichtflugzeuge und Motorflugzeuge mit einem Höchstabfluggewicht von bis zu 5,7 Tonnen zugelassen.

## Geschichte
Bereits vor dem Zweiten Weltkrieg nutzten die Heinkel-Werke das Gelände als Segelflugplatz und im Krieg wurde es von der Luftwaffe als Ausweich- und Abstellflugplatz genutzt. Nachdem das Flugverbot nach dem Krieg aufgehoben worden war, übernahm 1955 die Gesellschaft für Sport und Technik den Platz. Da lediglich eine Scheune zur Unterbringung von Flugzeugen vorhanden war, ließ die GST eine Flugleitung, zwei Hangars, Werkstätten, Unterkünfte sowie Büro- und Unterrichtsräume errichten. Im Jahr 1956 wurde der Platz zum Bezirksflugzeugstützpunkt. Im Jahr 1961 verlegte die Nationale Volksarmee zwei Hubschrauber vom Typ Mil Mi-4A mit der zugehörigen Technik nach Purkshof und am 1. April 1963 musste die GST den Platz der Volksmarine übergeben. Diese nutzte den Platz beispielsweise für die Sprungausbildung und den Sprungdienst des Kampfschwimmerkommando 18.
Nach der Wende übernahm die Treuhand den Platz und übergab ihn nach der Wiedervereinigung zunächst der Bundeswehr. Anschließend übertrug ihn die Bundeswehr an den Anfang 1990 gegründeten, Fliegerclub Rostock, der ihn bis heute betreibt.

## Zwischenfälle
- Am 10. August 2000 startete eine Socata TB10 vom Platz. Kurz nach dem Start kam es zu Triebwerksstörungen und der Pilot musste in einem Getreidefeld notlanden. Dabei wurde das Flugzeug schwer beschädigt. Der Pilot blieb unverletzt.[5]

- Am 15. Juli 2012 startete ein Segelflugzeug vom Typ Eiri Avion PIK-20D im Schlepp hinter einer Robin DR 400. Kurz nach dem Abheben stellte der 40-jährige Pilot des Segelflugzeugs fest, dass das Höhenruder nicht funktionierte. Er klinkte das Schleppseil aus und fuhr die Bremsklappen aus. Das Flugzeug prallte anschließend mit dem Rumpfvorderteil aus einer Höhe von circa dreißig Metern auf den Boden. Der Pilot wurde schwer verletzt und das Segelflugzeug schwer beschädigt. Das Schleppflugzeug landete kurz darauf ohne Probleme. Laut eigener Aussage hatte der Segelflugpilot beim Aufrüsten vergessen, das Höhenruder anzuschließen.[6]

- Am 20. August 2015 startete ein Segelflugzeug vom Typ Glaser-Dirks Glaser-Dirks DG-100D im Schlepp hinter einer Robin DR 400. In fünfzehn bis zwanzig Metern Höhe löste sich das Schleppseil vom Segelflugzeug und dessen Längsneigung wurde zunehmend steiler. Anschließend stürzte das Flugzeug auf die Grasbahn des Platzes. Das Segelflugzeug wurde dabei zerstört und der 64-jährige Pilot tödlich verletzt.[7]

- Am 18. Juni 2017 berührte ein Segelflugzeug vom Typ Astir CS 77 beim Anschleppen mit der Winde mit der linken Tragfläche den Boden. Daraufhin brach das Flugzeug nach links aus. Während die linke Tragfläche auf dem Boden blieb, hob das Flugzeug hab, drehte sich um die Hochachse und prallte in einem steilen Winkel wieder auf den Boden auf. Da das Flugzeug noch am Windenseil hing, wurde es weiter über die Piste gezogen, bis die Winde gestoppt werden konnte. Der 72-jährige Pilot wurde tödlich verletzt und das Segelflugzeug schwer beschädigt.[8]